# Umberto D'Ancona
Umberto D'Ancona (Fiume, 9 maggio 1896 – Marina di Ravenna, 24 agosto 1964) è stato un biologo e zoologo italiano.

## Biografia
Nato a Fiume il 9 maggio 1896, studiò dapprima all'Università di Budapest e successivamente all'Università di Roma dove si laureò in scienze naturali nel 1920. Qui fu allievo di Giovanni Battista Grassi e dal 1925 al 1929 diresse l'istituto di anatomia comparata.
Il 22 luglio 1926 sposò Luisa Volterra, figlia del matematico Vito, che fu sua collaboratrice per molti anni e da cui ebbe una figlia, Silvia.
Nel 1930 si trasferì all'Università di Siena, nel 1936 all'Università di Pisa e infine, nel 1936 all'Università di Padova, dove rimase fino alla morte.
Scienziato di statura internazionale, è stato considerato sia in Italia che all'estero lo zoologo italiano più completo del secondo dopoguerra.
Accademico dei Lincei dal 1948, fu socio di svariate altre accademie scientifiche italiane e straniere.

## Opere principali
- Trattato di zoologia (UTET, 1953; 1960; 1965; 1973)
- Elementi di biologia generale (Cedam, 1945, 1954; 1962)
- Lezioni di biologia e zoologia generale (Cedam, 1938; 1941; 1943)
- Elementi di biologia vegetale (Cedam, 1954)
- La lotta per l'esistenza (Einaudi, 1942)